# Hypsicera cavicola
Hypsicera cavicola là một loài tò vò trong họ Ichneumonidae.